# Astragalus austroaegaeus
Astragalus austroaegaeus är en ärtväxtart som beskrevs av Karl Heinz Rechinger. Astragalus austroaegaeus ingår i släktet vedlar, och familjen ärtväxter. Inga underarter finns listade i Catalogue of Life.